# جون ستارك
جون ستارك (بالإنجليزية: John Stark) (1728 – 1822) هو جندي أمريكي وأحد محاربي حرب الاستقلال الأمريكية. ولد ستارك في ناتفيلد (وهي الآن لندنديري في نيوهامبشاير) يوم 28 أغسطس 1728، وفي عام 1752 أخذه الهنود سجينا لكنه فدي من قبل ماساتشوستس، وخدم تحت إمرة الرائد روبرت روجرز خلال حرب السنوات السبع أولا كملازم ثم كنقيب وكان له دور في معركة بحيرة جورج عام 1755 والهزيمة القاسية في تيكونديروغا عام 1758، وحملة تيكونديروغا – كراون بوبنت عام 1759.
في بداية حرب الاستقلال الأمريكية، قام بإنشاء فوج وعين كعقيد وصمد في معركة بنكر هيل، وكذلك أبلى حسنا مع واشنطن في نيوجيرسي في شتاء 1776 – 77، وفي مارس 1777 استقال من مهامه لأن ضباطا آخرين تمت ترقيتهم عليه. وفي وقت آخر من تلك السنة أصبح عميد ميليشيا نيو هامبشاير واستطاع بها أن يهزم كتيبتين للجنرال بورغوين تحت إمرة العقيدين فريدريك باوم وبريمان وكان ذلك في 16 أغسطس قرب بينينغتون ،فيرمونت. واستطاع بهذا أن يوقع اتفاقية مع بورغوين فشكره الكونغرس وفوضه كعميد للجيش القاري في 4 أكتوبر 1777، واشترك في معركة ساراتوغا وكان رئيس القسم الشمالي لفترة قصيرة من عام 1778 ومرة أخرى عام 1781. وفي سبتمبر 1783 تمت ترقيته إلى رتبة لواء.
مات في مانشستر، نيو هامبشير يوم 8 مايو 1822، وله أخ يدعى وليام (1724 – 76) وكان قد حارب في حرب السنوات السبع ثم حارب بعدها على الحدود وعند اندلاع حرب الاستقلال انزعج لعدم اختياره كقائد فوج فحارب مع البريطانيين.

## روابط خارجية
- جون ستارك على موقع الموسوعة البريطانية (الإنجليزية)